# Anthony Martinez
Anthony Martinez (...) è un batterista statunitense.
È stato l'ultimo batterista in ordine di tempo del gruppo hardcore punk statunitense Black Flag. Non ha registrato album studio con la band, ma è presente nell'album live Who's Got the 10½? e nell'EP live Annihilate This Week. Ha suonato con la band per un periodo molto breve, dalla fine del 1985 fino allo scioglimento nel 1986.
Martinez è anche stato batterista dei Pigmy Love Circus, band rock underground di Los Angeles.

## Discografia

### Con i Black Flag

#### Album live
- 1986 - Who's Got the 10½?

#### EP live
- 1990 - Annihilate This Week

### Con i Pigmy Love Circus

#### EP
- 1989 - I'm the King Of L.A. ...I Killed Axl Rose Today